# الاحکام الدینیة فی تکفیر قزلباش
الاحکام الدینیة فی تکفیر قزلباش عنوان کتابی است از حسین عبدالله شروانی که در نقد صفویان و عقائد آنان در حدود سال ۹۴۷ هجری قمری نوشته شده‌است. این کتاب به چهار باب تقسیم‌بندی می‌گردد. نویسنده این اثر را به سلطان سلیمان عثمانی تقدیم کرده است.

## بخش‌ها
- باب اول: در بیان دیدگاه‌های مذهبی دولت صفوی و در اصل مذهب امامیه.
- باب دوم: دربارهٔ جنگ سلطان عثمانی با صفویان و فضیلت این جهاد.
- باب سوم: در بیان اقوال شاه اسماعیل و اعتقادات صفویان دربارهٔ شاه اسماعیل.
- باب چهارم: در بیان گفته‌ها و کردار شیخ حیدر و شیخ جنید پدر و نیای شاه اسماعیل اول.